# Daviz Simango

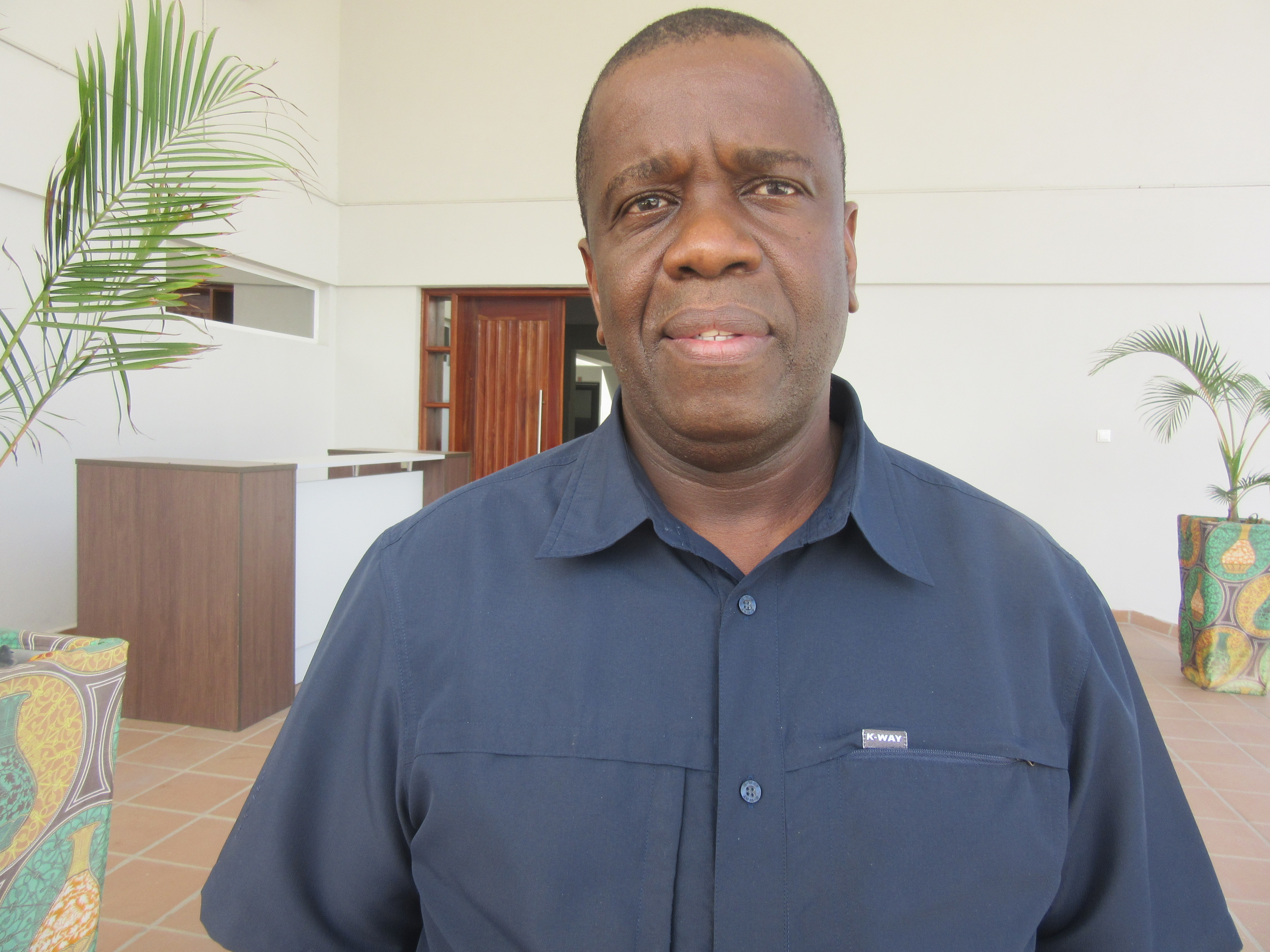
Daviz Simango (2019)

Daviz Simango (* 7. Februar 1964 in Tanganjika; † 22. Februar 2021 in Südafrika) war der Vorsitzende und die zentrale Figur der Partei Movimento Democrático de Moçambique (MDM) in Mosambik und in der vierten Amtsperiode Bürgermeister der Stadt Beira. Simango trat zudem kurzfristig als einer von drei Kandidaten zur Präsidentschaftswahl in Mosambik 2009 an und errang dabei einen Achtungserfolg. Bei der Wahl 2019 scheiterte er erneut.

## Leben und politische Karriere
Simango absolvierte ein Ingenieursstudium an der Eduardo-Mondlane-Universität. Sein Vater Uria Simango war einer der Gründer und Vizepräsident der FRELIMO, wurde jedoch mitsamt seiner Frau Celina Muchanga und weiterer FRELIMO-Dissidenten ohne Gerichtsurteil auf Befehl der Partei hingerichtet. Simango begann daher seine politische Karriere als Mitglied der unbedeutenden Partei Partido de Convenção Nacional (PCN), einer jener Parteien, die 1999 unter dem Namen Renamo – União Eleitoral ein Wahlbündnis mit der Partei RENAMO, der großen Gegenspielerin der heutigen Regierungspartei FRELIMO seit dem Mosambikanischen Bürgerkrieg eingegangen waren.
Seine Partei MDM entstand 2009 als Reaktion auf einen Skandal im Zusammenhang mit Simangos zweiter Bürgermeisterkandidatur im Jahr 2008. Zu den Kommunalwahlen 2003 war Daviz Simango noch siegreich als Kandidat der RENAMO angetreten, eine weitere Kandidatur für die nächsten Kommunalwahlen erschien selbstverständlich. Offenkundig aus Konkurrenzfurcht vor dem populären Simango verbot Afonso Dhlakama, der übermächtige Vorsitzende der RENAMO, Simango jedoch die Kandidatur für RENAMO zu den Bürgermeisterwahlen.
Simango erhielt daraufhin breite Unterstützung von Teilen der RENAMO in Beira, aber auch von anderen Gruppen, konnte als unabhängiger Kandidat antreten und wurde bei den Kommunalwahlen 2008 mit 62 % der Stimmen gegen den Willen der RENAMO-Führung zum Bürgermeister Beiras gewählt.
Im Jahr darauf trat er auch als Kandidat zur Präsidentschaftswahl 2009 an. In seiner Heimatprovinz Sofala und der Stadt und Provinz Maputo belegte er den zweiten Platz hinter dem siegreichen Kandidaten der Regierungspartei FRELIMO und vor der größten Oppositionspartei RENAMO. Bei den Kommunalwahlen 2013 konnte er erneut mit überwältigender Mehrheit den Bürgermeistersitz von Beira erringen, während die von ihm gegründete Partei MDM landesweit zur einzig ernsthaften Gegenspielerin der Regierungspartei aufrückte.
Bei der Präsidentschaftswahl 2019 erhielt er etwas mehr als vier Prozent der Stimmen und belegte damit den dritten Platz.
Im Februar 2021 erkrankte Simango, nach schwerem Verlauf wurde er am 13. Februar mit dem Hubschrauber von Beira nach Südafrika in ein Privatkrankenhaus gebracht. Dort verstarb er am 22. Februar 2021 an Herzversagen unter Komplikationen mit COVID-19 und Diabetes. Er soll ein Staatsbegräbnis erhalten.

## Privat
Simango war mit einer Pastorentochter verheiratet und bezeichnete sich selbst als religiös. Er war zeitweise Pfarrer der mosambikanischen Igreja Unida de Cristo.